# 瓦尔霍恩
瓦尔霍恩（德語：Walhorn，德語發音：[ˈvalˌhɔʁn]）是比利时瓦隆大区列日省的一个村庄。瓦尔霍恩原为一独立市镇，1977年，瓦尔霍恩并入市镇隆岑。